# Šindon
Šindon (cyr. Шиндон) – wieś w Czarnogórze, w gminie Cetynia. W 2011 roku liczyła 22 mieszkańców.